# 莊恭 (成化進士)
莊恭（1443年—？），字儀甫，福建泉州府晉江縣人，明朝政治人物。

## 生平
成化四年（1468年），福建戊子乡试中舉。成化五年（1469年），聯捷己丑科進士，授刑部主事。給事中韓文因論事被逮，莊恭首先上疏營救。升任員外郎，出爲江西按察司僉事，升副使，祖母喪，丁憂回籍，歸卒。

## 家族
曾祖父莊羽圭。祖父莊允祥。父亲莊景暘。